# Господиня (повість)
«Господиня» (рос. Хозяйка) — повість російського письменника XIX століття Федора Михайловича Достоєвського, написана в 1846—1847 році і опублікована в 1847 році в десятому і одинадцятому номерах журналу «Вітчизняні записки» Андрія Краєвського. Перше окреме видання опублікував 1865 року Федір Стелловський.

## Історія створення
Задум повісті «Господиня» виник у Достоєвського в жовтні 1846 року. До цього часу в «Вітчизняних записках» було опубліковано оповідання «Пан Прохарчин», а сам письменник працював над повістю «Збриті бакенбарди» для Бєлінського. Негативні відгуки журналів про «Пана Прохарчин» змушують Достоєвського переглянути свої творчі принципи.
Достоєвський зрозумів, що «чиновницька» тема, що бере початок ще від «Шинелі» Гоголя виявилася вичерпана. Небажання повторюватися змусило письменника залишити написання «Збриті бакенбарди» і звернутися до нової теми, залишаючись в рамках «петербурзької» повісті, насиченої столичної «фізіологією». Замість чиновника на роль головного героя висувається образ молодого «мрійника». У листі братові Михайлу він повідомляє: "… все це є не що інше, як повторення старого, давно вже мною сказаного. Тепер більш оригінальні, живі і світлі думки просяться з мене на папір <…>. Я пишу іншу повість, і робота йде, як колись в «Бідних людях», свіжо, легко і успішно. Призначаю її Краєвського … "
До цього часу він остаточно розійшовся з колом Віссаріона Бєлінського, який тільки що покинув журнал Андрія Краєвського «Вітчизняні записки» для співпраці в перетвореному Миколою Некрасовим і Іваном Панаєвим журналі «Современник». У той час, коли Бєлінський поривав з Краєвським, Достоєвський, навпаки, почав зближатися з цим видавцем. У 1846 році у Краєвського були опубліковані «Двійник» та «Пан Прохарчин». Усі наступні роки, аж до відправки на каторгу в 1849 році і після неї Достоєвський поміщає свої художні твори в журналі Краєвського. Винятком стали «Роман у дев'яти листах», опублікований Некрасовим в «Современнике», і «Повзунків», надрукований їм же в «Ілюстрованому альманасі». Всі пішли за «Бідними людьми» твори Достоєвського зазнали суворої критики Бєлінського.
У листі від 26 листопада Достоєвський писав братові про розрив з журналом «Современник» і зближення з «Вітчизняними записками». Там же, на думку дослідників творчості письменника, він згадав і роботу над «Господинею»: "… робота для святого мистецтва, робота свята, чиста, в простоті серця, яке ще ніколи так не тремтіло й не рухалося у мене, як тепер перед усіма новими образами, які створюються в душі моїй ". Робота над «Господинею», яку Достоєвський планував закінчити до січня 1847 р несподівано перервалася новим задумом — романом «Некрапка Незванова». Лист до брата в січні або лютому 1847 року показує, що Достоєвський все ще не закінчив повість: «Я пишу мою» Господиню ". Уже виходить краще за «Бідних людей». Це в тому ж роді. Пером моїм водить джерело натхнення, вибивається прямо з душі. Не так, як в «Прохарчин», яким я мучився все літо ".
Робота над «Господинею» тривала до осені. 9 вересня 1847 Достоєвський повідомив братові про те, що закінчує твір. З рукописних текстів початкового періоду творчості письменника збереглися тільки начерки до повісті «Двійник». Матеріали по «Господині» могли бути або знищені самим Достоєвським перед арештом, або вилучені вже після арешту і знищені після закінчення слідства.
30 вересня 1847 року отримано дозвіл Петербурзького цензурного комітету на друк першої частини повісті. Вперше була опублікована в тому ж році в десятому номері журналу «Вітчизняні записки» Андрія Краєвського. У відповідь на це Бєлінський уїдливо написав Анненкову, що «Достоєвський славно подкузьміл Краєвського: надрукував у нього першу половину повісті; а другої половини не написав, та й ніколи не напише …» Однак вже 31 жовтня 1847 року цензурний комітет дозволив друк другої частини повісті, яка вперше з'явилася в одинадцятому номері Вітчизняних записок того ж року. Надалі при житті Достоєвського повість друкувалася в 1865 році в окремому виданні Стелловського і в складі Повного зібрання творів Достоєвського того ж року. В оригінальний текст повісті автор вніс тільки незначні правки.

## Сюжет
Головний герой твору — «художник в науці», за визначенням Достоєвського, Василь Ординов, який отримав деякий спадок, спрямовує свої сили на твір праці з історії церкви. Для цього він свідомо усамітнився від людей з тим, щоб створити свою власну неповторну наукову «систему». З контексту твору стає ясно, що така «система» могла мати на увазі під собою нову концепцію на базі утопічного соціалізму. По ходу твори Ординов переживає складні драматичні події, які приводять його до ідейного кризі, в результаті якого він відмовляється від своєї первісної «системи», але «не збудувавши нічого на руїнах», «випросив зцілення у Бога».
Ординов, який перебуває в області абстрактних «химер» і мрій, змушений зіткнутися з інфернальної особистістю «чаклуна» Мурина — в сьогоденні старого-старообрядця, а в минулому, можливо, «удалого розбійника» і «душогуба». Під впливом старого-начётчіка знаходиться молода красуня Катерина, яку Ординов намагається звільнити з-під влади Мурина. Боротьба Ординова з Муріно за вплив над Катериною має якесь символічне значення: на думку коментаторів Достоєвського, образ господині-Катерини стає у Достоєвського символом «національної стихії, народної душі, яка страждає під похмурою владою минулого», відображена в образі «чаклуна» -старообрядца. Але все, що Ординов може протиставити Муріно, це його любов до Катерини, і силою своєї любові він і бореться зі злою волею таємничого старика. Катерина, перебуваючи під гіпнотичним впливом Мурина, не поспішає звільнитися «від свого тяжкого і одночасно солодкого полону»

## Головні герої
Коментатори Достоєвського вказують, що до кінця 1846 Достоєвський під впливом друкованих суджень приходить до думки про те, що тема чиновництва вичерпана їм в «Бідних людях» і «Двійник», отже, повторне звернення до цієї теми обіцяє творчу невдачу. Тому в «Господині» з'являється новий головний герой: молодий персонаж-мрійник. Цей тип персонажа психологічно складніший на відміну від колишніх чиновників, він увібрав в себе риси самого Достоєвського. Глибоке обґрунтування цього персонажа Достоєвський дав у серії публіцистичних нарисів «Петербурзький літопис», робота над якими відбувалася одночасно з «Господинею». Образу «мрійника»  відведено центральне місце в багатьох наступних творах: «Некрапка Незванова», «Білі ночі», пізніше «Злочин і кара».
Сама повість максимально насичена новими для Достоєвського баченнями, снами, галюцинаціями, маренням героя, фантастичним переплетенням реального і химерного. Тут виникло принципово нове явище — «образ ідеї», а його герої «мрійники» відтепер будуть мислити не звичайна ідеями, а «образами ідей»: Версилия, Іван Карамазов.
Образ Катерини, на думку дослідників, є символ народної душі, яка страждає від похмурого минулого. Купець-старообрядец Мурин втілює собою цю похмуру владу, проти якої бореться герой «мрійник» Ординов, прагне звільнити Катерину і відродити її до нового життя.
Виключне значення на формування образу Катерини зіграла «Страшна помста» Гоголя. Гоголівська героїня була жертвою батька-чаклуна, похмурого середньовічного зрадника. Достоєвський наближає свою Катерину до сучасності. Пізніше жіночий образ інфернальної, демонічної Катерини буде неодноразово з'являтися на сторінках різних творів письменника. Вплив «Страшної помсти» проявилося в мовних характеристиках Катерини, зазначених впливом фольклорної середовища.
Образ Мурина легко вгадується в життєписі Мойсея Мурина, колишнього отамана розбійницької шайки, взятого з «Житія преподобного отця нашого Мойсея Мурина».

## Художні особливості
Поява персонажа-«мрійника» зближувала повість з романтичною традицією, яка мала подібних персонажів у творах Олександра Вельтмана, Михайла Погодіна, Миколи Гоголя («Невський проспект»), Володимира Одоєвського, Миколи Польового, Михайла Воскресенського («Мрійник»), Жорж Санд, Гофмана.
Вплив романтизму позначилося не тільки на образі героя-мрійника, але і в цілому на сюжетному побудові твору. Арн Цейтлін знаходить деяку схожість епізодів з повістю Михайла Погодіна «Суджений». Віктор Виноградов вбачає сліди впливу «уривки з незакінченою повісті» Михайла Лермонтова в переплетенні типовою петербурзької «фізіології» з елементами гофманівського оповідання. Колізії взаємин Ординова, Мурина і Катерини також могли бути навіяні Гофманом, Томасом Де Квінсі, російськими романтиками.

## Постановки на сцені
У Парижі в 1912 році була інсценована п'єса «Геній підпілля» САВУАР і Нозьєр. П'єса була написана за мотивами «Вічного чоловіка» з включенням елементів з «Господині» і «Записок з підпілля».
Десять років по тому в 1922 році інсценування «Господині» йшла в пересувний театр Павла Гайдебурова в Петрограді.